# روبرت هيرمان
روبرت هيرمان (بالإنجليزية: Robert Herman)‏ هو فيزيائي وعالم فلك أمريكي، ولد في 29 أغسطس 1914 في نيويورك في الولايات المتحدة، وتوفي في 13 فبراير 1997 في أوستن في الولايات المتحدة.